# Douglas A-26 Invader
El Douglas A-26 Invader va ser un bombarder lleuger i avió d'atac bimotor fabricat per la companyia nord-americana Douglas Aircraft Company. Els Invaders van entrar en acció a la Segona Guerra Mundial i en alguns conflictes de la Guerra Freda.

## Disseny i desenvolupament
El Douglas A-26 Invader va tenir un disseny inusual per un bombarder d'atac en aquest període, perquè va ser dissenyat com un avió d'atac per a un sol pilot. El tradicional seient del copilot no portava controls de vol, en el seu lloc, un membre de la tripulació que servia de navegador i bombarder s'asseia en aquesta posició. Un artiller operava remotament les torretes dorsal o ventral. En el model «C», el navegador carregava l'armament de proa.
El prototip Douglas XA-26 va volar per primera vegada el 10 de juliol de 1942 amb el famós pilot de proves Benny Howard en els controls. Els vols de prova van revelar un excel·lent disseny, maniobrabilitat i maneig, però hi va haver problemes de refredament del motor que va conduir a canvis en la cobertura d'aquest i a l'eliminació del pas variable de les aspes tant com a la modificació del tren d'aterratge davanter després de repetits col·lapses.
Els prototipus inicials duien una cabina «plana», que va ser canviada per una cabina amb forma de bombolla amb força visibilitat. El Douglas A-26 Invader va ser originalment construït en dues versions: l'A-26B amb proa sòlida, amb 8 metralladores, mentre que el A-26C tenia una proa de vidre, que portava instal·lada una mira Norden, i que va ser usada per a dur a terme bombardejos de precisió a mitjana alçada. Alguns avions anaven equipats amb metralladores addicionals.

## Variants

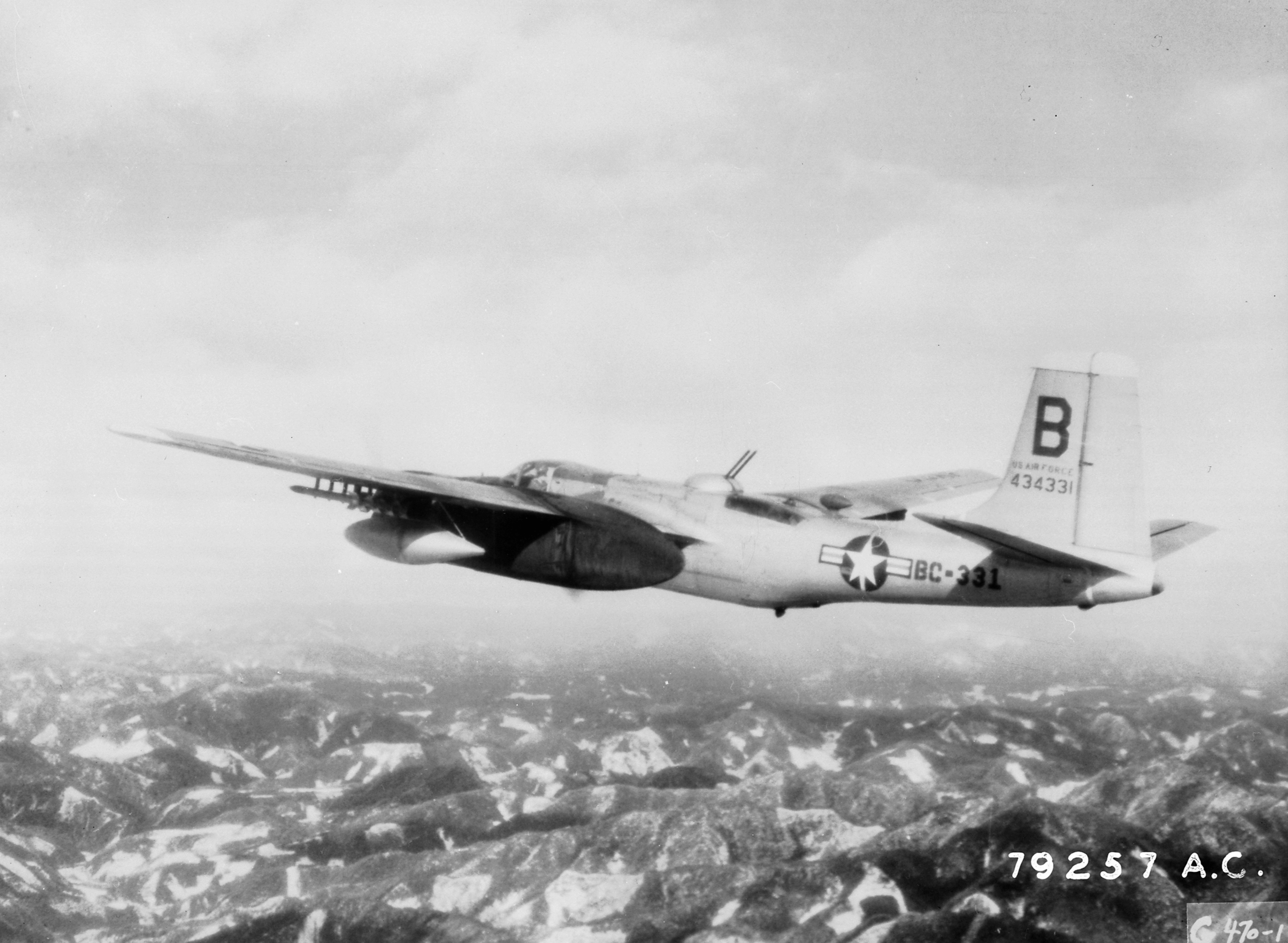
Douglas A-26, Corea, Febrer de 1951.

### Douglas A-26B.
La major part de la producció dels A-26 Invader van ser els primers A-26B i A-26C.

### XA-26
Va servir com a prototip, inicialment va volar amb armament fals.

### XA-26A
Va servir com a prototip de caça nocturn amb una tripulació de 2 pilots i 1 operador de radar / artiller.

### XA-26B
Va ser el prototip de la variant d'atac, amb una tripulació de tres: pilot, recarregador d'armes / navegador (davant de la cabina) i artiller a la part posterior.

### A-26B
Bombarder d'Atac. Total produït: 1,150 aparells van ser construïts a Long Beach, Califòrnia, i 205 addicionals van ser construïts a Tulsa, Oklahoma.

### A-26C
Bombarder d'atac amb la part frontal transparent a la qual s'allotjava el navegador / bombarder, la tripulació incloïa el pilot i co-pilot (controls duals) i un enginyer de vol / artiller en un seient darrere de la cabina del pilot.
L'armament incloïa dues metralladores del calibre 0.50 al fuselatge. Un total d'1,091 aparells van ser construïts.

### XA-26D
Prototip per al bombarder d'atac A-26D amb metralladores del calibre 0.50 col·locades a la proa, la producció va ser cancel·lada després del final de la Segona Guerra Mundial.

### XA-26E
Prototip per al bombarder d'atac A-26E, un contracte de 2,150 unitats va ser cancel·lat després del final de la Segona Guerra Mundial.

### XA-26F
Prototip d'un A-26F d'alta velocitat motoritzat amb dos motors R-2800-83. amb una hèlix de quatre aspes, amb un turbo jet General Electric J31 instal·lat a la part posterior del fuselatge. El prototip va aconseguir la velocitat màxima de 435 MPH però les sèries van ser cancel·lades, ja que el rendiment no va ser suficient.

### A-26Z
Designació no oficial per a la producció postbèl·lica. Tindria una versió més poderosa del motor radial Pratt & Whitney R-2800 Double Wasp, i una cabina del pilot amb forma de bombolla, amb instruments millorats i tancs de combustible extra. En cas d'haver estat produïda, aquesta versió hauria estat anomenada A-26Z. Tanmateix, a l'octubre de 1945, la USAAF va concloure que jà hi havia suficients A-26 per dur a terme les missions de la postguerra.

### JD-1
Versió de la Marina dels Estats Units d'Amèrica amb aparells dissenyats durant la Segona Guerra Mundial, i la postguerra.

### RB-26C
Variant sense armes per fotografia i reconeixement convertit des del B-26C, tenia càmeres i flash per fer fotografies nocturnes.

### YB-26K
Prototip de Mark Engineering per a un bombarder renovat; les modificacions inclouen ales reconstruïdes, reforçades, Deriva allargada, motors R-2800-103 nous amb aspes reversibles i variables, controls duals, tancs de vora alar, aviònica més nova i més punts reforçats per portar armament. Durant les operacions a Vietnam, el maig de 1966, els B-26 van ser redesignats com A-26, perquè Tailàndia no podia permetre que els bombarders operessin des dels seus aeroports.

### RB-26L
Dos RB-26Cs van ser modificats per a dur a terme missions de reconeixement fotogràfic nocturn.

## Operadors

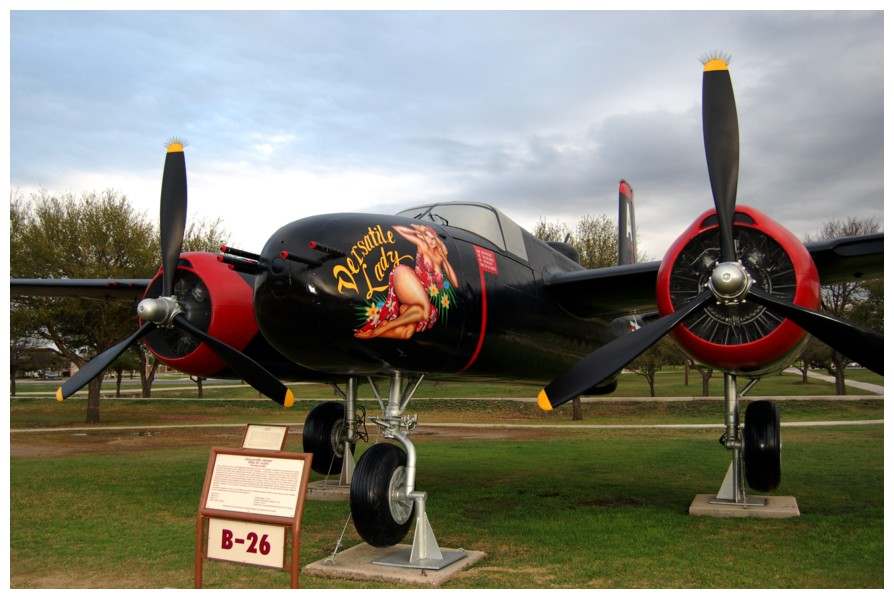
Vista frontal d'un A-26

Brasil

 Xile

 Colòmbia

 Cuba

 República Dominicana

 El Salvador

 França

 Guatemala

 Indonèsia

 Nicaragua

 Perú

 Portugal

 Aràbia Saudita

 Turquia

 Regne Unit

 Estats Units

## Història operacional

### Segona Guerra Mundial
La companyia Douglas Aircraft Company va començar a distribuir unitats del model A-26B el maig de 1944. Aquests aparells van entrar en combat a Nova Guinea a la primavera de 1944. Els A-26 van arribar a Europa el juny de 1944 i van ser assignats a la Novena Força Aèria, entrant en acció el 17 de setembre de 1944.

### Guerra Freda
El Comando Estratègic Aeri de la Força Aèria dels Estats Units d'Amèrica va tenir al B-26 (RB-26) en servei des de 1949 fins a 1950. La Marina dels Estats Units també va fer servir un reduït nombre d'aquests avions en tasques de remolc de blancs i diferents usos utilitaris.

### Guerra de Corea
Els Invaders van dur a terme la primera missió de bombardeig durant la Guerra de Corea el 29 de juny de 1950 quan van bombardejar un aeròdrom prop de Pyongyang.
Els A-26 van ser acreditats amb la destrucció de 38,500 vehicles, 406 locomotores, 3,700 vagons, i 7 avions enemics a terra.
El 14 de setembre de 1951, el Capità John S. Walmsley Jr. va atacar un tren de subministraments sent impactat pel foc antiaeri des de terra. Se li va concedir pòstumament la Medalla d'Honor. Els A-26 van dur a terme l'última missió de bombardeig a Corea, 24 minuts després que es signés l'alto el foc, el 27 de juny de 1953.

### Guerra d'Indoxina
El novembre de 1950, tripulacions franceses van començar a entrenar-se amb els Invaders pertanyents a la USAF estacionats a França, els grups de bombardeig de l'Exèrcit de l'aire francès, van fer servir els B-26 a la Guerra d'Indoxina.
La primera sortida de combat va ser l'1 de febrer, 1951. L'1 d'octubre de 1951, els Invaders francesos havien llançat 1,767 tones de bombes i 218 contenidors de Napalm. Un dels problemes dels B-26B era que consumien molta munició.
La Base aèria de Cat Bi, era la seu dels Douglas B-26 Invader que operaven sobre Dien Bé Phu al març i abril de 1954 durant la batalla de Dien Bien Phu, es van perdre 7 Invaders en acció.
En aquest període l'ús massiu de B-26 nord-americans basats a les Filipines contra l'artilleria pesant del Viet Minh va ser planejada pel Comando Conjunt francès i nord-americà com l'Operació Còndor però va ser eventualment cancel·lada per ambdós governs.
Durant aquesta guerra, un total de 113 B-26Bs, B-26Cs, i RB-26Cs es van lliurar a les forces franceses a Indo-Xina, els que van equipar a tres grups Groupe de Bombardement 1/19 Gascogne, Grup de Bombardement 1/25 Tunisie i el Grup de Bombardement 1/91 Bourgogne, més un grup de reconeixement Escadrille de Reconnaissance Photographique ERP 2/19 Armagnac.
Les unitats B-26 van volar 33,000 h a 15,000 missions, alliberant 18,500 tones d'armament. Després d'abandonar Indoxina, les unitats franceses de B-26 van ser desmantellades i els avions van ser retornats als EUA.

### Guerra d'Algèria
El primer Invader que va arribar a Orà, a Algèria ho va fer a l'agost de 1956, es van formar dos esquadrons de bombardeig, el Groupe de Bombardement 1/91 Gascogne i el GB 2/91 Guyenne que van ser armats a Orà. La tasca d'entrenar a les tripulacions dels Invaders va recaure en el Centre d'Instruction au Bombardement 328, que estava a Bordeus. Un esquadró de reconeixement militar de RB-26 Escadron de Reconnaissance Photographique 1/32 Armagnac va ser format a Cognac. Els esquadrons van ser operacionals el 1957 Durant el primer any de combat a Algèria, els Invaders van ser usats com a bombarder a nivell, en picat, i Avió d'atac a terra. El bombarder era guiat fins al blanc per un controlador que marcava l'objectiu amb fòsfor blanc. Els A-26 francesos de vegades operaven en patrulles sobre zones de «foc lliure», les quals eren evacuades.

### Dictadura cubana de Batista
L'any 1957 la Força Aèria de l'Exèrcit de Cuba rep el primer grup d'avions B-26 Invader, arribant a un total de 17.

### Invasió de Bahía de Cochinos
L'any 1961, els A-26 Invader proveïts per l'Agència Central d'Intel·ligència a través de la companyia Intermountain Airlines van ser usats per exiliats cubans anti-castristes a la fallida Invasió de Bahía de Cochinos.

### Guerra d'Angola
Pilots mercenaris de la CIA, que eren els mateixos exiliats cubans preparats per a la Invasió de Bahía de Cochinos, van volar contra els rebels a la República Democràtica del Congo recolzats pels cubans, xinesos comunistes i els soviètics. La Força Aèria de Portugal va adquirir A-26 Invaders per fer-los servir en combat contra Angola.

### Guerra del Vietnam
Durant la fase primerenca de la Guerra del Vietnam, la companyia On Mark Engineering Company de Van Nuys, Califòrnia va ser seleccionada per la Força Aèria per fer un millorament extens i intens dels A-26 Invaders per lluitar contra la insurgència. Els bombarders del 1st Air Commado Group es van equipar amb nous motors, ales redissenyades i tancs de combustible extra. Al maig de 1966, el B-26K va ser redesignat A-26A i fou destinat a Tailàndia per entorpir les comunicacions del Vietcong a la Ruta Ho Chi Minh.

### Forces aèries llatinoamericanes
En el marc de la Guerra Freda, Estats Units va proporcionar avions A-26 Invader a les Forces Militars d'Amèrica Llatina, per lluitar contra la insurgència.
Els A-26 Invader foren utilitzats per la Força Aèria Colombiana, la Força Aèria de Xile, la Força Aèria Salvadoreña, La República Dominicana, Nicaragua i el Perú.

### Xile
La Força Aèria de Xile, va rebre dels Estats Units d'Amèrica, mitjançant el Pacte d'Assistència i Defensa Mútua, una partida important d'avions Douglas A-26 Invader.
Eren de fet B-26C de proa transparent. A Xile van rebre la denominació B-26. A partir de 1954 es va procedir a reemplaçar els obsolets B-25 amb els B-26, els que van entrar en servei amb el Grup d'aviació 8 a la base aèria de Cerro Moreno, Antofagasta. Es van rebre en total 38 B-26, que van patir una alta taxa d'accidents.
El Grup 8 va fer diverses sortides de combat durant el Cop Militar de l'11 de setembre de 1973 contra el president Salvador Allende, però no hi ha evidència que fessin servir el seu armament. Els últims B-26 Operacionals de la Força Aèria Xilena van ser retirats el 1979. Tanmateix, molts B-26 Invader són exhibits a Xile a la porta de les Bases Aèries i al Museu Nacional d'Aeronàutica.

## Especificacions

### Característiques generals
Tripulació: 3 

Longitud: 15,2 m (50 ft) 

Envergadura: 20,6 m (67,5 ft) 

Alçada: 5,6 m (18,3 ft) 

Superfície alar: 50 m2 (538,2 ft2) 

Pes buit: 10.365 kg 

Pes carregat: 12.519 kg 

Pes màxim a l'enlairament: 15.900 kg 

Planta motriu: 2 × motors radials dobles Pratt & Whitney R-2800-27. 

Potència: 1 491 kW (2 000 HP; 2028 CV) cadascun. 

Hèlix: 1 × tripala de velocitat constant per motor. 

### Rendiment
Velocitat màxima operativa: 570 km/h 

Abast en combat: 2.300 km (1,242 nmi) 

Sostre de servei: 6.706m (22,000 ft) 

Règim d'ascens: 6,4 m/s 

Càrrega alar: 286,22 kg/m² 

Potència / pes: 0,181 kW/kg 

### Armament
Metralladores: 13 × de 12,7 mm